# ФК Аристон
ФК Аристон е футболен клуб от град Русе, носещ това име от 2004 година насам. Съществува спор дали ФК Аристон е наследник на отбора Локомотив (Русе), съществувал от 1930 до 2002 година. Някои лица, участващи в управлението и треньорския състав на ФК Аристон са били в Локомотив (Русе). Настоящият стадион Локомотив е служил за спортна база и на двата отбора.

## История
На 4 декември 1930 г. е основан „Железничарски спортен клуб“ („ЖСК“) от група ентусиазирани млади работници (шлосери, котляри, столари, стругари и др.) в ж. п. „Тракция“ – Русе.
Първият голям успех на клуба е през 1936 г. със спечелването на железничарската купа. През 1942 г., 1943 г., 1946 г., 1947 г. и 1948 г. става шампион на русенската спортна област и участва във финалните турнири за излъчване на държавен шампион. През октомври 1945 г. е преименуван на „Локомотив“. Има 20 сезона в Б група. Най-големият успех на клуба е полуфинала за купата на България (тогава КСА) през 1946 г. През 1992-95 г. носи името Корабостроител. През юли 2002 г. клуба фалира и прекратява дейност.
През юли 2004 г. Ремзи Нуриев и Драгомир Григоров подемат инициативата да намерят спонсори и да възстановят клуба. Намирането на спонсори се оказва трудна задача, в последния момент идеята е финансирана от фирма „Аристон С“ и през август клуба е възстановен под името Аристон.

## Спор за наследяването на Локомотив (Русе)
Според декларация на форума на привържениците на Локомотив (Русе), „ФК Аристон е предприел действия, целящи присвояването на историята и символите на ФК Локомотив (Русе)“ .
Според управителния съвет на ФК Аристон, отборът „не присвоява историята и символиката на Локомотив (Русе), но е негов естествен наследник“ .

## Дейност след 2004 година
Първоначално ФК Аристон развива само детско-юношески футбол, а от сезон 2005/06 участва в първенството и с мъжки отбор. Още в първия си сезон в ОФГ – Русе Аристон завършва трети в крайното класиране, но поради това, че първите два отбора не покриват изискванията за участие в Североизточната В група отборът печели административна промоция.
Сезон 2006/07 е дебютен за ФК Аристон в Североизточната В група. Отборът завършва пети в крайното класиране.
Сезон 2008/09 „Добруджа“ (Добрич) се оттегля от участие в Източна Б ФГ на 1 август 2008 г., при вече изтеглен жребий за сезона. На тяхно място в групата влиза
„Аристон“ (Русе) като наследява програмата на Добруджа. Добруджа остава в
Североизточната В АФГ, където на свой ред наследява програмата на Аристон. На 12 август Аристон (Русе) също се отказва от участие в Източна Б ФГ и остава да играе в Североизточната В АФГ. Групата става с 21 отбора за кратко, но след отказването на „Черноморец“ (Чернево), отново остава с 20 отбора, а Аристон поема програмата на Черноморец.
Старши треньор на Аристон е бившият футболист на Локомотив (Русе), Раковски (Русе) и Дунав (Русе) Драгомир Григоров.
Понастоящем ФК Аристон е концесионер на стадион „Локомотив“ в Русе.
Генерални спонсори са „Аристон С“ и „Аристон Билдинг“.